# Yasu (ilustrador)
Yasu (ヤス, Tokushima, 3 de agosto de 1984) é um ilustrador japonês.

## Trabalhos
Light novels
- Koe de Bakasete yo Baby
- Oto × Maho
- Phantom
- Reverse Brad
- Toradora![2]
- Watashitachi no Tamura-kun
- Yūkyū Tenbōdai no Kai
- Mayoi Neko Overrun! (vol.10)

Design de personagens de jogos
- Chaos Wars
- Lisa to Isshoni Tairikuōdan!: A-Train de Ikō
- Spectral Glories
- The Promise of Haruhi Suzumiya (assistente)

Mangá
- Itsukasei Metsubō Syndrome
- Dōbutsu no Meido-san
- Joshiraku
- Hokkenshitsu
- Mangirl!

Design de personagens de animes
- Mangirl!

Outros
- Hayate the Combat Butler Trading Card Game

## Ligações Externas
- Página pessoal do Yasu
- Yasu  na enciclopédia do Anime News Network (em inglês)